# والثر كريستنسن
والثر كريستنسن (بالدنماركية: Walther Christensen)‏ هو لاعب كرة قدم دنماركي، ولد في 23 سبتمبر 1918 في كوبنهاغن في الدنمارك، وتوفي بنفس المكان في 1 ديسمبر 1965. شارك مع منتخب الدنمارك لكرة القدم. أما مع النوادي، فقد لعب مع بولدكلوبن فرم.

## وصلات خارجية
- والثر كريستنسن على موقع قاعدة بيانات كرة القدم.إي يو (الإنجليزية)